# Mój chłopak się żeni
Mój chłopak się żeni (ang. My Best Friend's Wedding) – amerykańska komedia romantyczna z 1997 roku w reżyserii P.J. Hogana.

## Fabuła
Jakiś czas temu krytyczka kulinarna, piękna Julianne i dziennikarz sportowy Michael przysięgli sobie, że jeżeli do 28 roku życia żadne z nich nie znajdzie drugiej połówki, pobiorą się. Pewnego dnia Julianne dowiaduje się, że Michael się żeni. Dopiero wtedy uświadamia sobie jak bardzo jest w nim zakochana.
Michael chce, aby Julianne została jego druhną honorową. Do zawarcia związku małżeńskiego zostało tylko kilka dni, a dziewczyna ma zamiar odzyskać miłość swojego życia. Przyjeżdża na miejsce ślubu i tam poznaje narzeczoną Michaela. Jest nią piękna blondynka Kimberly, która jest po uszy zakochana w Michaelu. Julianne musi ją jednak znienawidzić. Rozpoczyna walkę o chłopaka, a gdy nic nie skutkuje, wymyśla sprytną intrygę, wciągając w to Kimberly. Ma nadzieję, że Michael zerwie z dziewczyną.
W dniu ślubu Julianne jest pośrednikiem między narzeczonymi. Michael przeprasza Kimberly i ślubowi nic już nie stoi na przeszkodzie. Julianne, widząc, że nie ma już praktycznie żadnej szansy, za radą przyjaciela, George'a wyznała Michaelowi miłość i wyraziła prośbę żeby się z nią ożenił. Po chwili namiętnie go pocałowała. Niestety tę scenę widzi Kimberly. Michael rozpoczyna wyścig za zrozpaczoną dziewczyną, a Julianne biegnie za nim. Kimberly ucieka. Julianne rozmawia z Michaelem i postanawia ją odszukać. Julianne znajduje dziewczynę i wkrótce staje ze łzami w oczach w kościele jako druhna honorowa.

## Obsada
- Julia Roberts – Julianne Potter, nazywana również Jules
- Dermot Mulroney – Michael O'Neal
- Cameron Diaz – Kimberly Wallace
- Rupert Everett – George Downes
- Rachel Griffiths – Samantha Newhouse
- M. Emmet Walsh – Joe O'Neal
- Carrie Preston – Mandy Newhouse
- Susan Sullivan – Isabelle Wallace
- Christopher Masterson – Scotty O'Neal

## Produkcja
Zdjęcia do filmu kręcono w Chicago.

## Nagrody i nominacje
Oscary za rok 1997
- Najlepsza muzyka w komedii/musicalu – James Newton Howard (nominacja)

Złote Globy 1997
- Najlepsza komedia/musical (nominacja)
- Najlepsza aktorka w komedii/musicalu – Julia Roberts (nominacja)
- Najlepszy aktor drugoplanowy – Rupert Everett (nominacja)

Nagrody BAFTA 1997
- Najlepszy aktor drugoplanowy – Rupert Everett (nominacja)

Nagroda Satelita 1997
- Najlepszy aktor drugoplanowy w komedii/musicalu – Rupert Everett
- Najlepsza komedia/musical – Ronald Bass, Jerry Zucker (nominacja)
- Najlepsza aktorka w komedii/musicalu – Julia Roberts (nominacja)
- Najlepsza aktorka drugoplanowa w komedii/musicalu – Cameron Diaz (nominacja)